# 셀마 리터
셀마 리터(Thelma Ritter, 1902년 2월 14일 ~ 1969년 2월 5일)는 미국의 배우이다.

## 출연 작품
- 보잉 707 보잉 707 (1965)
- 뉴 카인드 오브 러브 (1963)
- 무브 오버, 달링 (1963)
- 버드맨 오브 알카트라즈 (1962)
- 서부 개척사 (1962)
- 기인들 (1961)
- 홀 인 더 헤드 (1959)
- 필로우 토크 (1959)
- 키다리 아저씨 (1955)
- 이창 (1954)
- 더 파머 테이크 어 와이프 (1953)
- 타이타닉의 최후 (1953)
- 사우스 스트리트의 소매치기 (1953)
- 내 마음 속의 노래와 (1952)
- 모델과 중매장이 (1951)
- 교배 기간 (1951)
- 아윌 겟 바이 (1950)
- 이브의 모든 것 (1950)
- 세 부인 (1949)
- 34번가의 기적 (1947)